# Kanton Pont-de-Salars
Der Kanton Pont-de-Salars war bis 2015 ein französischer Wahlkreis im Département Aveyron und in der Region Midi-Pyrénées. Er umfasste acht Gemeinden im Arrondissement Rodez; sein Hauptort (frz.: chef-lieu) war Pont-de-Salars. Die landesweiten Änderungen in der Zusammensetzung der Kantone brachten im März 2015 seine Auflösung. Vertreter im conseil général des Départements war zuletzt von 1994 bis 2015 Alain Pichon.

## Gemeinden
| Gemeinde        | Einwohner Jahr | Fläche km² | Bevölkerungsdichte | Code INSEE | Postleitzahl |
| --------------- | -------------- | ---------- | ------------------ | ---------- | ------------ |
| Agen-d’Aveyron  | 1.074 (2013)   | 22,4       | 48 Einw./km²       | 12001      | 12630        |
| Arques          | 123 (2013)     | 11,3       | 11 Einw./km²       | 12010      | 12290        |
| Canet-de-Salars | 420 (2013)     | 30,0       | 14 Einw./km²       | 12050      | 12290        |
| Flavin          | 2.307 (2013)   | 50,8       | 45 Einw./km²       | 12102      | 12450        |
| Le Vibal        | 491 (2013)     | 25,9       | 19 Einw./km²       | 12297      | 12290        |
| Pont-de-Salars  | 1.646 (2013)   | 44,9       | 37 Einw./km²       | 12185      | 12290        |
| Prades-Salars   | 282 (2013)     | 30,6       | 9 Einw./km²        | 12188      | 12290        |
| Trémouilles     | 507 (2013)     | 28,8       | 18 Einw./km²       | 12283      | 12290        |